# A Bates Motel – Psycho a kezdetektől epizódjainak listája
Ez a cikk a Bates Motel – Psycho a kezdetektől című sorozat epizódjait listázza.

## Évados áttekintés
| Évad | Évad | Részek száma | Részek száma | Eredeti sugárzás  | Eredeti sugárzás  | Eredeti adó | Magyar sugárzás      | Magyar sugárzás    | Magyar adó |
| Évad | Évad | Részek száma | Részek száma | Évadbemutató      | Évadzáró          | Eredeti adó | Évadbemutató         | Évadzáró           | Magyar adó |
| ---- | ---- | ------------ | ------------ | ----------------- | ----------------- | ----------- | -------------------- | ------------------ | ---------- |
|      | 1.   | 10           | 10           | 2013. március 18. | 2013. május 20.   | A&E         | 2013. október 4.     | 2013. október 12.  | Viasat 3   |
|      | 2.   | 10           | 10           | 2014. március 3.  | 2014. május 5.    | A&E         | 2014. október 31.    | 2015. január 2.    | Viasat 6   |
|      | 3.   | 10           | 10           | 2015. március 9.  | 2015. május 11.   | A&E         | 2016. június 10.     | 2016. július 8.    | Viasat 6   |
|      | 4.   | 10           | 10           | 2016. március 7.  | 2016. május 16.   | A&E         | 2016. szeptember 11. | 2016. november 13. | Viasat 6   |
|      | 5.   | 10           | 10           | 2017. február 20. | 2017. április 24. | A&E         | 2017. szeptember 8.  | 2017. november 10. | Viasat 6   |

## 1. évad (2013)
| Sor. | Év. | Cím                                                     | Rendező         | Író                                                                                                | Premier                             | Nézettség   |
| ---- | --- | ------------------------------------------------------- | --------------- | -------------------------------------------------------------------------------------------------- | ----------------------------------- | ----------- |
| 1.   | 1.  | Aludj csak, én meghalok (First You Dream, Then You Die) | Tucker Gates    | Történet: Carlton Cuse, Kerry Ehrin és Anthony Cipriano Tévéjáték: Kerry Ehrin és Anthony Cipriano | 2013. március 18. 2013. október 4.  | 3,04 millió |
| 2.   | 2.  | Jól választottál Norma (Nice Town You Picked, Norma...) | Tucker Gates    | Kerry Ehrin                                                                                        | 2013. március 25. 2013. október 4.  | 2,82 millió |
| 3.   | 3.  | Mi a baj, Norman? (What's Wrong with Norman)            | Paul A. Edwards | Jeff Wadlow                                                                                        | 2013. április 1. 2013. október 5.   | 2,84 millió |
| 4.   | 4.  | Bízz bennem (Trust Me)                                  | Johan Renck     | Kerry Ehrin                                                                                        | 2013. április 8. 2013. október 5.   | 2,30 millió |
| 5.   | 5.  | Óceáni kilátás (Ocean View)                             | David Straiton  | Jeff Wadlow                                                                                        | 2013. április 15. 2013. október 6.  | 2,66 millió |
| 6.   | 6.  | Az igazság (The Truth)                                  | Tucker Gates    | Carlton Cuse és Kerry Ehrin                                                                        | 2013. április 22. 2013. október 6.  | 2,93 millió |
| 7.   | 7.  | A kilences szoba lakója (The Man in Number 9)           | S. J. Clarkson  | Kerry Ehrin                                                                                        | 2013. április 29. 2013. október 11. | 2,99 millió |
| 8.   | 8.  | Egy fiú és a kutyája (A Boy and His Dog)                | Ed Bianchi      | Bill Balas                                                                                         | 2013. május 6. 2013. október 11.    | 2,71 millió |
| 9.   | 9.  | Eladhatatlan (Underwater)                               | Tucker Gates    | Carlton Cuse és Kerry Ehrin                                                                        | 2013. május 13. 2013. október 12.   | 2,48 millió |
| 10.  | 10. | Éjfél (Midnight)                                        | Tucker Gates    | Carlton Cuse és Kerry Ehrin                                                                        | 2013. május 20. 2013. október 12.   | 2,70 millió |

## 2. évad (2014)
| Sor. | Év. | Cím                                                  | Rendező            | Író                           | Premier                              | Nézettség   |
| ---- | --- | ---------------------------------------------------- | ------------------ | ----------------------------- | ------------------------------------ | ----------- |
| 11.  | 1.  | Eltűnve, de el nem feledve (Gone But Not Forgotten)  | Tucker Gates       | Carlton Cuse és Kerry Ehrin   | 2014. március 3. 2014. október 31.   | 3,07 millió |
| 12.  | 2.  | A kétely árnyéka (Shadow of a Doubt)                 | Tucker Gates       | Kerry Ehrin                   | 2014. március 10. 2014. november 7.  | 2,22 millió |
| 13.  | 3.  | Caleb (Caleb)                                        | Lodge Kerrigan     | Alexandra Cunningham          | 2014. március 17. 2014. november 14. | 1,85 millió |
| 14.  | 4.  | Kijelentkezés (Check-Out)                            | John David Coles   | Liz Tigelaar                  | 2014. március 24. 2014. november 21. | 2,23 millió |
| 15.  | 5.  | A menekülő művész (The Escape Artist)                | Christopher Nelson | Nikki Toscano                 | 2014. március 31. 2014. november 28. | 2,27 millió |
| 16.  | 6.  | Fejes (Plunge)                                       | Ed Bianchi         | Kerry Ehrin                   | 2014. április 7. 2014. december 5.   | 2,24 millió |
| 17.  | 7.  | Ártatlannak ítélve (Presumed Innocent)               | Roxann Dawson      | Alexandra Cunningham          | 2014. április 14. 2014. december 12. | 2,44 millió |
| 18.  | 8.  | Összeomlás (Meltdown)                                | Ed Bianchi         | Liz Tigelaar és Nikki Toscano | 2014. április 21. 2014. december 19. | 2,10 millió |
| 19.  | 9.  | A doboz (The Box)                                    | Tucker Gates       | Carlton Cuse és Kerry Ehrin   | 2014. április 28. 2014. december 26. | 2,25 millió |
| 20.  | 10. | A megváltoztathatatlan igazság (The Immutable Truth) | Tucker Gates       | Carlton Cuse és Kerry Ehrin   | 2014. május 5. 2015. január 2.       | 2,30 millió |

## 3. évad (2015)
| Sor. | Év. | Cím                                   | Rendező            | Író                                          | Premier                            | Nézettség   |
| ---- | --- | ------------------------------------- | ------------------ | -------------------------------------------- | ---------------------------------- | ----------- |
| 21.  | 1.  | Gyászjelentés (A Death in the Family) | Tucker Gates       | Carlton Cuse és Kerry Ehrin                  | 2015. március 9. 2016. június 10.  | 2,14 millió |
| 22.  | 2.  | Az Arcanum klub (The Arcanum Club)    | Tucker Gates       | Kerry Ehrin                                  | 2015. március 16. 2016. június 10. | 1,91 millió |
| 23.  | 3.  | Meggyőző érvek (Persuasion)           | Tim Southam        | Steve Kornacki és Alyson Evans               | 2015. március 23. 2016. június 17. | 1,92 millió |
| 24.  | 4.  | Rendíthetetlen (Unbreak-Able)         | Christopher Nelson | Erica Lipez                                  | 2015. március 30. 2016. június 17. | 1,71 millió |
| 25.  | 5.  | Az egyezség (The Deal)                | Néstor Carbonell   | Scott Kosar                                  | 2015. április 6. 2016. június 24.  | 1,76 millió |
| 26.  | 6.  | Norma Louise (Norma Louise)           | Phil Abraham       | Kerry Ehrin                                  | 2015. április 13. 2016. június 24. | 1,69 millió |
| 27.  | 7.  | Az utolsó vacsora (The Last Supper)   | Ed Bianchi         | Philip Buiser                                | 2015. április 20. 2016. július 1.  | 1,69 millió |
| 28.  | 8.  | A gödör (The Pit)                     | Roxann Dawson      | Bill Balas                                   | 2015. április 27. 2016. július 1.  | 1,76 millió |
| 29.  | 9.  | Téboly (Crazy)                        | Tucker Gates       | Steve Kornacki, Alyson Evans és Torrey Speer | 2015. május 4. 2016. július 8.     | 1,73 millió |
| 30.  | 10. | Eszméletlenség (Unconscious)          | Tucker Gates       | Carlton Cuse és Kerry Ehrin                  | 2015. május 11. 2016. július 8.    | 1,67 millió |

## 4. évad (2016)
| Sor. | Év. | Cím                                                          | Rendező            | Író                            | Premier                                | Nézettség   |
| ---- | --- | ------------------------------------------------------------ | ------------------ | ------------------------------ | -------------------------------------- | ----------- |
| 31.  | 1.  | Ön- és közveszélyes (A Danger to Himself and Others)         | Tucker Gates       | Carlton Cuse és Kerry Ehrin    | 2016. március 7. 2016. szeptember 11.  | 1,55 millió |
| 32.  | 2.  | Jó éjt, anyám (Goodnight, Mother)                            | Tim Southam        | Kerry Ehrin és Torrey Speer    | 2016. március 14. 2016. szeptember 18. | 1,45 millió |
| 33.  | 3.  | Míg a halál el nem választ (Til Death Do You Part)           | Phil Abraham       | Steve Kornacki és Alyson Evans | 2016. március 21. 2016. szeptember 25. | 1,46 millió |
| 34.  | 4.  | A tél fényei (Lights of Winter)                              | T.J. Scott         | Tom Szentgyorgyi               | 2016. március 28. 2016. október 2.     | 1,52 millió |
| 35.  | 5.  | Tükröződés (Refraction)                                      | Sarah Boyd         | Erica Lipez                    | 2016. április 11. 2016. október 9.     | 1,42 millió |
| 36.  | 6.  | A pince (The Vault)                                          | Olatunde Osunsanmi | Scott Kosar                    | 2016. április 18. 2016. október 16.    | 1,33 millió |
| 37.  | 7.  | Mindenhol jó, de legjobb otthon (There's No Place Like Home) | Néstor Carbonell   | Philip Buiser                  | 2016. április 25. 2016. október 23.    | 1,35 millió |
| 38.  | 8.  | A hűtlen (Unfaithful)                                        | Stephen Surjik     | Freddie Highmore               | 2016. május 2. 2016. október 30.       | 1,52 millió |
| 39.  | 9.  | Mindörökké (Forever)                                         | Tim Southam        | Carlton Cuse és Kerry Ehrin    | 2016. május 9. 2016. november 6.       | 1,41 millió |
| 40.  | 10. | Norman (Norman)                                              | Tucker Gates       | Kerry Ehrin                    | 2016. május 16. 2016. november 13.     | 1,50 millió |

## 5. évad (2017)
| Sor. | Év. | Cím                                                    | Rendező            | Író                                                                   | Premier                                | Nézettség   |
| ---- | --- | ------------------------------------------------------ | ------------------ | --------------------------------------------------------------------- | -------------------------------------- | ----------- |
| 41.  | 1.  | Sötét paradicsom (Dark Paradise)                       | Tucker Gates       | Kerry Ehrin                                                           | 2017. február 20. 2017. szeptember 8.  | 1,34 millió |
| 42.  | 2.  | Kettejük konvergenciája (The Convergence of the Twain) | Sarah Boyd         | Alyson Evans és Steve Kornacki                                        | 2017. február 27. 2017. szeptember 15. | 1,28 millió |
| 43.  | 3.  | Rossz vér (Bad Blood)                                  | Sarah Boyd         | Tom Szentgyorgyi                                                      | 2017. március 6. 2017. szeptember 22.  | 1,28 millió |
| 44.  | 4.  | Titkok (Hidden)                                        | Max Thieriot       | Torrey Speer                                                          | 2017. március 13. 2017. szeptember 29. | 1,25 millió |
| 45.  | 5.  | Először az álmok halnak (Dreams Die First)             | Néstor Carbonell   | Erica Lipez és Kerry Ehrin                                            | 2017. március 20. 2017. október 6.     | 1,36 millió |
| 46.  | 6.  | Marion (Marion)                                        | Phil Abraham       | Carlton Cuse és Kerry Ehrin                                           | 2017. március 27. 2017. október 13.    | 1,30 millió |
| 47.  | 7.  | Elválaszthatatlanul (Inseparable)                      | Steph Green        | Történet: Freddie Highmore és Erica Lipez Tévéjáték: Freddie Highmore | 2017. április 3. 2017. október 20.     | 1,26 millió |
| 48.  | 8.  | A holttest (The Body)                                  | Freddie Highmore   | Erica Lipez                                                           | 2017. április 10. 2017. október 27.    | 1,23 millió |
| 49.  | 9.  | Látogatási idő (Visiting Hours)                        | Olatunde Osunsanmi | Scott Kosar                                                           | 2017. április 17. 2017. november 3.    | 1,22 millió |
| 50.  | 10. | A zsinór (The Cord)                                    | Tucker Gates       | Kerry Ehrin és Carlton Cuse                                           | 2017. április 24. 2017. november 10.   | 1,41 millió |